# Sutton Junction
Sutton Junction est un hameau canadien compris dans le territoire de la ville de Sutton dans Brome-Missisquoi au Québec (Canada). Il est situé entre les villages de Sutton et West Brome sur le chemin de fer du Canadien Pacifique.

## Toponymie
Le hameau doit son nom à une ancienne jonction de deux tronçons du chemin de fer du Canadien Pacifique, localisée dans le canton Sutton. 
Le lieu est d'abord connu sous le nom d'Emerson, d'après le nom d'une famille d'agriculteurs établis à proximité. Après construction d'une seconde ligne ferroviaire vers Drummondville, les noms Emerson's Junction et Drummondville Junction sont en usage. Le service postal canadien opte plutôt pour le nom de Sutton Junction, que les télégraphistes trouvent confondant. La gare est par la suite renommée Enlaugra, un mot-valise formé des premières lettres des prénoms Enid, Laura et Grace ― les filles d'Arthur Price, cadre dirigeant du Canadien Pacifique,.

## Histoire
Les premiers habitants permanents du canton Sutton sont vraisemblablement des descendants de « loyalistes tardifs », repoussés des États-Unis par l'adhésion du Vermont à l'union et attirés au Bas-Canada par sa relative stabilité politique et ses opportunités économiques,. John Emerson s'installe dans le canton Sutton en 1797, et ses fils acquièrent la plupart des terres autour de l'actuel hameau. 

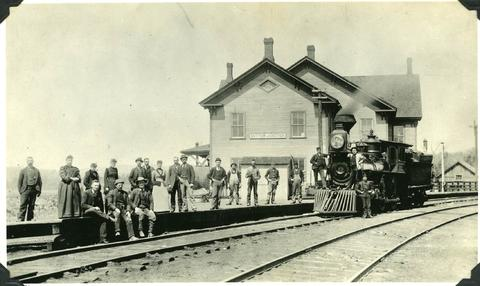
Gare de Sutton Junction vers 1880.

La construction en 1860 d'un chemin reliant Sutton et Brome favorise l'établissement d'agriculteurs sur les terres des Emerson, alors que la construction du chemin de fer du Canadien Pacifique entre Farnham et la Nouvelle-Angleterre qui catalyse l'émergence d'un village. L'ajout d'une deuxième branche vers Drummondville en 1875 renforce l'importance du lieu, qui se voit attribuer une gare et un bureau de poste.
En 1892, une salle communautaire est construite à l'initiative des familles Safford, Draper, Armstrong, Westover et MacFarlane, sur un lopin qu'elles achètent de Nelson P. Emerson,. La salle sert de mitaine jusqu'à la construction de l'église anglicane Saint-Aidan sur le même terrain en 1908.

## Services

### Transports
Le hameau, en plus d'être traversé par la voie ferrée du Canadien Pacifique, est relié au réseau routier supérieur du Québec par le chemin de la Vallée (route 215).

### Loisirs, culture et vie communautaire
La salle communautaire, gérée par un organisme à but non lucratif, est rénovée en 2002.